# رينا كويكي
رينا كويكي ((باليابانية: 小池 里奈)) هي ممثلة وآيدول وعارضة يابانية. ولدت يوم 3 سبتمبر 1993 في توتشيغي، اليابان.

## أعمالها

### مسلسلات
- الدراج المقنع كيفا (2008)

## روابط خارجية
- رينا كويكي على موقع IMDb (الإنجليزية)
- رينا كويكي على موقع ميوزك برينز (الإنجليزية)
- رينا كويكي على موقع قاعدة بيانات الفيلم (الإنجليزية)